# تاكاشي ميكي (منافس ألعاب قوى)
تاكاشي ميكي (باليابانية: 三木孝志) هو منافس ألعاب قوى ياباني، ولد في 27 أبريل 1939.

## وصلات خارجية
- تاكاشي ميكي على موقع الاتحاد الدولي لألعاب القوى (الإنجليزية)
- تاكاشي ميكي على موقع أوليمبيديا (الإنجليزية)